# Olympia 1972 (album de Gilbert Bécaud)
Pour les articles homonymes, voir Olympia 1972.
Albums de Gilbert Bécaud
Gilbert raconte et Bécaud chante Bécaulogie - intégrale Bécaud 1953 à 1972
(1973)
Olympia 1972 est un enregistrement public de Gilbert Bécaud réalisé les 2 et 3 février 1972 (33 tours 30 cm - Pathé Marconi EMI 2 C064-11891) avec une orchestration de Christian Gaubert.

## Face A
1. Chante (Pierre Delanoë/Gilbert Bécaud)
2. Les Tantes Jeanne (Maurice Vidalin/Gilbert Bécaud)
3. Et le spectacle continue... (Pierre Delanoë/Gilbert Bécaud)
4. Mé-qué, mé-qué (Charles Aznavour/Gilbert Bécaud)
5. Les Croix (Louis Amade/Gilbert Bécaud)
6. Les Marchés de Provence (Louis Amade/Gilbert Bécaud)

## Face B
1. Liberaçáo (Maurice Vidalin/Gilbert Bécaud)
2. La Maison sous les arbres (Pierre Delanoë/Gilbert Bécaud)
3. Kyrié (Louis Amade/Gilbert Bécaud)
4. Quand tu danses (Pierre Delanoë/Gilbert Bécaud, Frank Gérald)
5. La Ballade des baladins (Louis Amade/Gilbert Bécaud)
6. Chante (Pierre Delanoë/Gilbert Bécaud)